# Lennox, Picton und Nueva

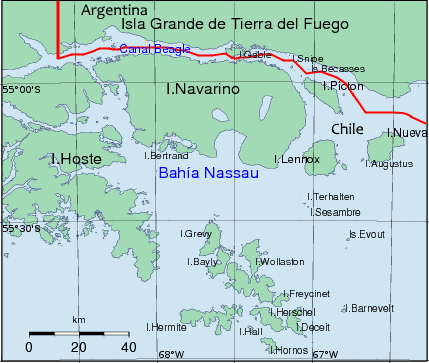
Karte des Beagle-Kanals

Picton, Lennox und Nueva ist die Bezeichnung dreier Inseln im äußersten Süden von Südamerika. Die Inseln liegen östlich der Insel Navarino und südlich der großen Feuerlandinsel, die je zur Hälfte argentinisches und chilenisches Staatsgebiet ist.
Nach der bekannten Klimaklassifikation von Köppen & Geiger liegen die Inseln im Tundrenklima (ET). Die  Jahreszeitenklimate nach Troll & Paffen weisen subpolares, hochozeanisches Klima (I.4) aus. Die Vegetation ist dem Typ der baumlosen „Magellantundra“ mit subpolarem Grasland zuzurechnen.

## Geschichte
Wegen ihrer strategischen Lage südlich des Beagle-Kanals beanspruchte Argentinien diese Inseln, was zu einem ernsthaften Konflikt mit Chile führte (dem Beagle-Konflikt). Beide Länder beriefen ein Tribunal unter der Obhut der britischen Krone, das über die Zugehörigkeit der Inseln entscheiden sollte. Im Mai 1977 beschlossen die von Chile und Argentinien gewählten Richter, dass die Inseln zu Chile gehören sollen. Argentinien akzeptierte diese völkerrechtsverbindliche Entscheidung jedoch nicht und drohte mit Krieg, falls Chile einer Änderung des Schiedsspruchs nicht zustimmte. Die Beziehungen zwischen den beiden Konfliktparteien wurden extrem kritisch und kamen einem Krieg nahe. Im Jahr 1979 einigten sich beide Länder auf päpstliche Vermittlung im Beagle-Konflikt.
Der Vorschlag von Papst Johannes Paul II., die drei Inseln wieder Chile zuzusprechen, wurde von Chile umgehend gutgeheißen. Argentinien akzeptierte ihn erst nach der Niederlage im Falkland-Krieg bei einer Volksabstimmung 1984. Der Freundschafts- und Friedensvertrag von 1984 zwischen Chile und Argentinien wurde in Rom am 29. November 1984 unterschrieben und später in beiden Ländern ratifiziert.

## Fläche der Inseln
- Lennox 170 km²
- Nueva 120 km²
- Picton 105 km²

## Verwendung in der Literatur
Die Unkenntnis dieser Regionen schien ab dem 16. Jahrhundert die Vorstellungskraft der Europäer anzuregen. Das Kap Hoorn und die Magellanstraße haben vielfach in der Literatur als Kulisse für ungeheure Abenteuer gedient.
Auch die Insel Nueva wurde von Jules Verne für seine Erzählung Die Schiffbrüchigen der „Jonathan“ als Kulisse verwendet: Ein Anarchist, Kaw-Djer, versucht ohne staatliche Bevormundung auf der Insel Nueva zu leben. Eines Tages, nach der Unterzeichnung des Grenzvertrages von 1881, benachrichtigt ihn ein Indianer, dass Chile und Argentinien sich über die gemeinsame Grenze geeinigt hätten. Jules Verne erdachte folgenden Dialog mit dem Indianer:
„− und gehören zu Chile jetzt – fragte Kaw-Djer – die Inseln südlich des Beagle-Kanals?
− alle.
− Auch die Nueva?
− Ja.
− So musste es kommen – sagte sich Kaw-Djer leise, mit einer von einer gewaltigen Emotion verzerrten Stimme.“
Mit der richtigen Interpretation des Grenzvertrages von 1881 wusste Kaw-Djer, dass seine anarchistische Traumwelt dem Untergang geweiht ist.